# Хомерики, Нино
Нино Хомерики (груз. ნინო ხომერიკი; род. 1 марта 1998, Тбилиси) — грузинская шахматистка, гроссмейстер (2019).

## Биография
В 2012 году Нино Хомерики разделила первое место в Юношеском чемпионате мира по шахматам в возрастной группе девушек до 14 лет, но после дополнительного матча осталась на втором месте. За этот успех ФИДЕ Хомерики присвоила звание мастера ФИДЕ среди женщин (WFM). В 2015 году она выиграла Юношеской чемпионат Европы по шахматам в возрастной группе девушек до 18 лет. За этот успех ФИДЕ присвоила ей звание международного женского мастера (WIM). В 2016 году она снова выиграла юношеский чемпионат Европы по шахматам в возрастной группе девушек до 18 лет. В августе 2020 года Нино Хомерики заняла 8-е место на чемпионате Грузии по шахматам среди женщин.
Представлял сборную Грузии на юношеском командном чемпионате мира по шахматам в возрастной группе до 16 лет, в котором принимал участие 3 раза (2011—2012, 2014).
За успехи в турнирах ФИДЕ присвоила ей звание международного гроссмейстера (WGM) в 2019 году.
Участница 3-х взрослых чемпионатов Европы (2011, 2015 и 2017), чемпионатов мира по блицу (2018 и 2019) и рапиду (2018 и 2019).

## Изменения рейтинга
| Графики недоступны из-за технических проблем. См. информацию на Фабрикаторе и на mediawiki.org. |